# انهيار (فلم)
إنهيار فيلم جريمة مصري، إنتاج عام 1982، من إخراج: أحمد السبعاوي، من بطولة: سهير رمزي، حسين فهمي، كمال الشناوي، رجاء الجداوي، محمد خيري، نادية أرسلان.

## القصة
تدور أحداث الفيلم حول سامي الذي تقوم زوجته مديحة بقتل أحد المارة عن طريق الخطأ في حادث في أثناء قيادة سيارتها، فيدعي في التحقيق أنه الجاني محاولًا تبرئة زوجته، وبعد اكتشافه خيانتها له، يتراجع عن أقواله، لكن من دون فائدة، ويحُكم عليه بعقوبة قدرها ثلاث سنوات، وبعد قضائه مدة العقوبة، يقرر سامي أن ينتقم من زوجته، وعشيقها، والقاضي الذي أصدر الحكم عليه.

## وصلات خارجية
- مقالات تستعمل روابط فنية بلا صلة مع ويكي بيانات